# Les quatre estacions (Arcimboldo)
Les quatre estacions és una sèrie de quatre quadres pintats per Giuseppe Arcimboldo el 1563, 1572 i 1573. Els oferí a Maximilià II al 1569, acompanyats dels quatre elements (pintats el 1566), amb un poema de Giovanni Battista Fonteo (1546-1580), que n'explicava el sentit al·legòric.
Cada quadre conté un retrat de perfil, compost d'objectes al·lusius a l'estació, sobreposats en combinació simbòlica amb semblança humana.
De la versió original, només subsisteixen L'hivern i L'estiu, exposats al Museu d'Història de l'Art de Viena, a Àustria. Entre les versions més conegudes figuren les del Museu del Louvre, còpies fetes pel pintor a instàncies de Maximilià II, per fer un regal a August de Saxònia. Aquests quadres es caracteritzen per un enquadrament floral que no n'existia en la primera versió. A més, n'hi hagué una versió d'elaboració més acurada, per a Felip II de Castella, de la qual només es conserva La primavera (hui, a la Reial Acadèmia de San Fernando de Madrid).

## Descripció i estil

### Primavera

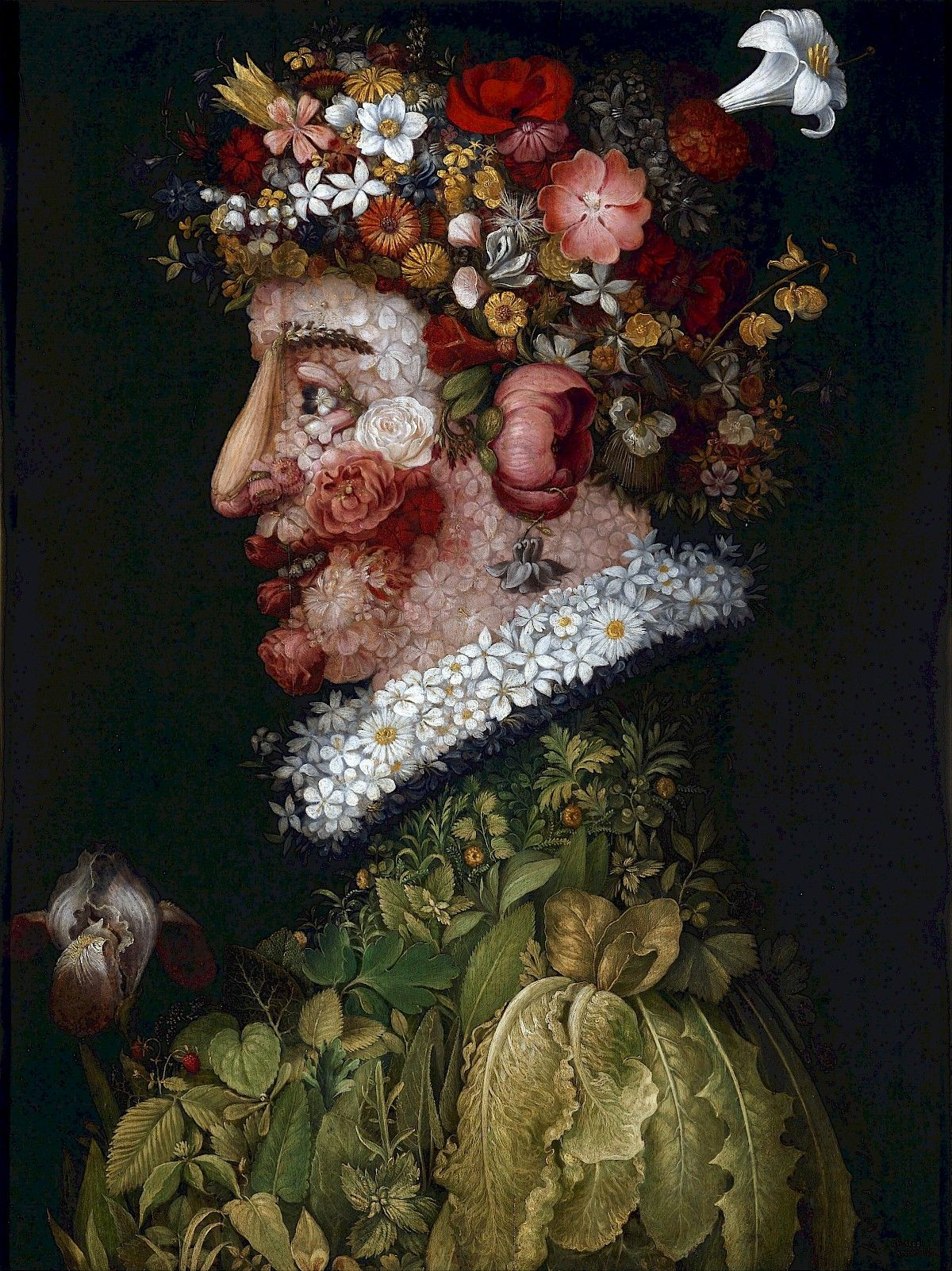
La primavera, 1573, Museu del Louvre

La primavera és una dona confegida amb una gran varietat de flors, amb el cap cap a l'esquerra, com La tardor. Tota la figura s'origina a partir d'una composició floral: la pell de la cara i dels llavis són pètals i capolls de rosa, el cabell és un ram exuberant, els ulls són baies de belladona. Un collaret de margarides li adorna el coll, i el cos és cobert d'una selva de fulles de diverses formes.

### Estiu

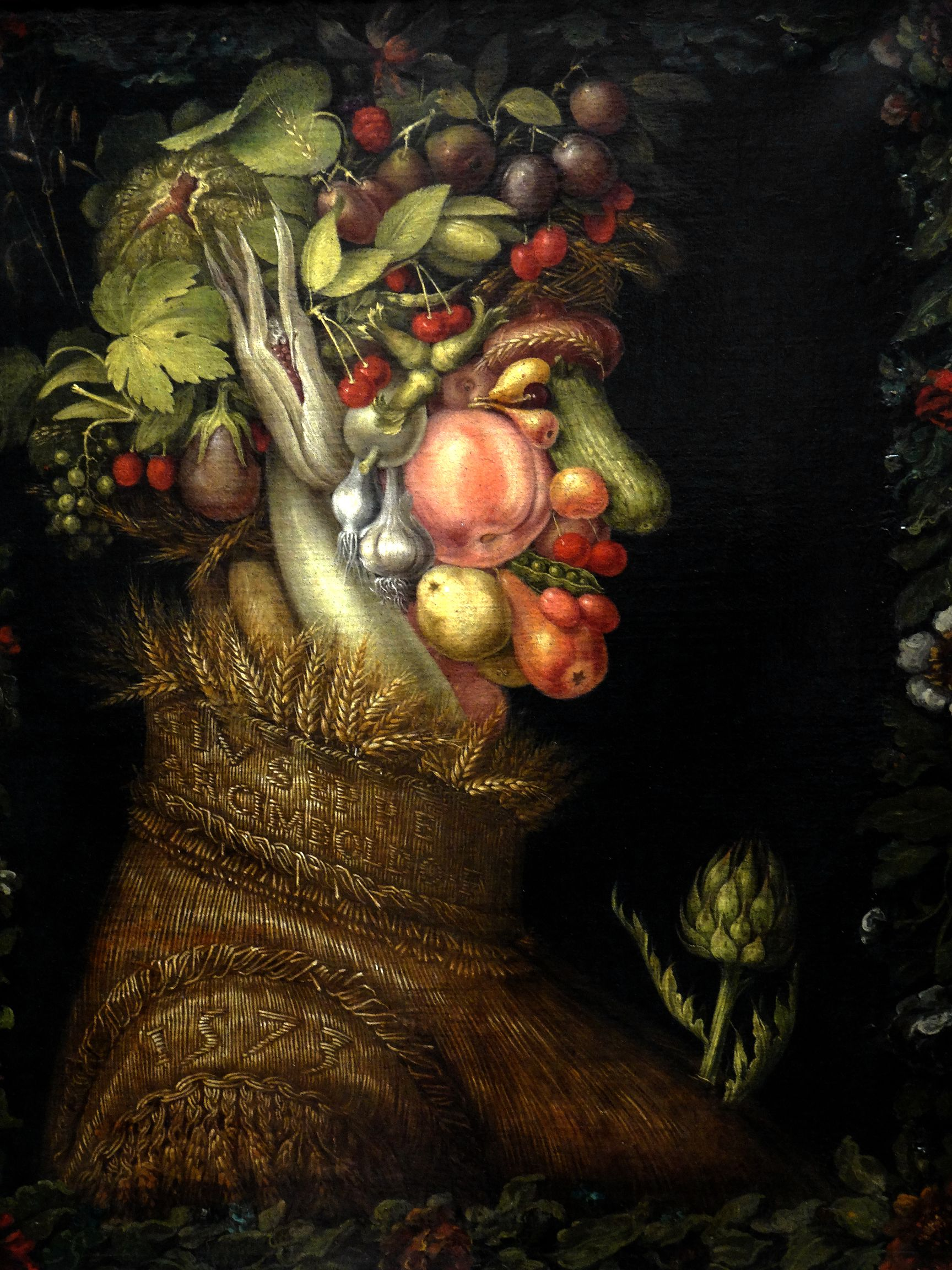
L'estiu, 1573, Museu del Louvre

En la versió original, com en la del Louvre, L'estiu és l'únic dels quadres que té la signatura de l'autor, encara que l'autoria no està en dubte en els altres vint. L'objecte és també una dona, però amb la cara girada a la dreta.
La cara, a diferència de la primavera, és feta amb fruita, verdura i hortalisses: les cireres adornen l'orla de la cabellera i també componen el llavi superior; la galta és un préssec, el nas un cogombre, l'orella una albergínia, i la cella una panolla.
El vestit és fet de blat, sota el coll es veu la inscripció GIUSEPPE ARCIMBOLDO F, i sobre la màniga apareix l'any 1573; al pit destaca una carxofa.

### Tardor

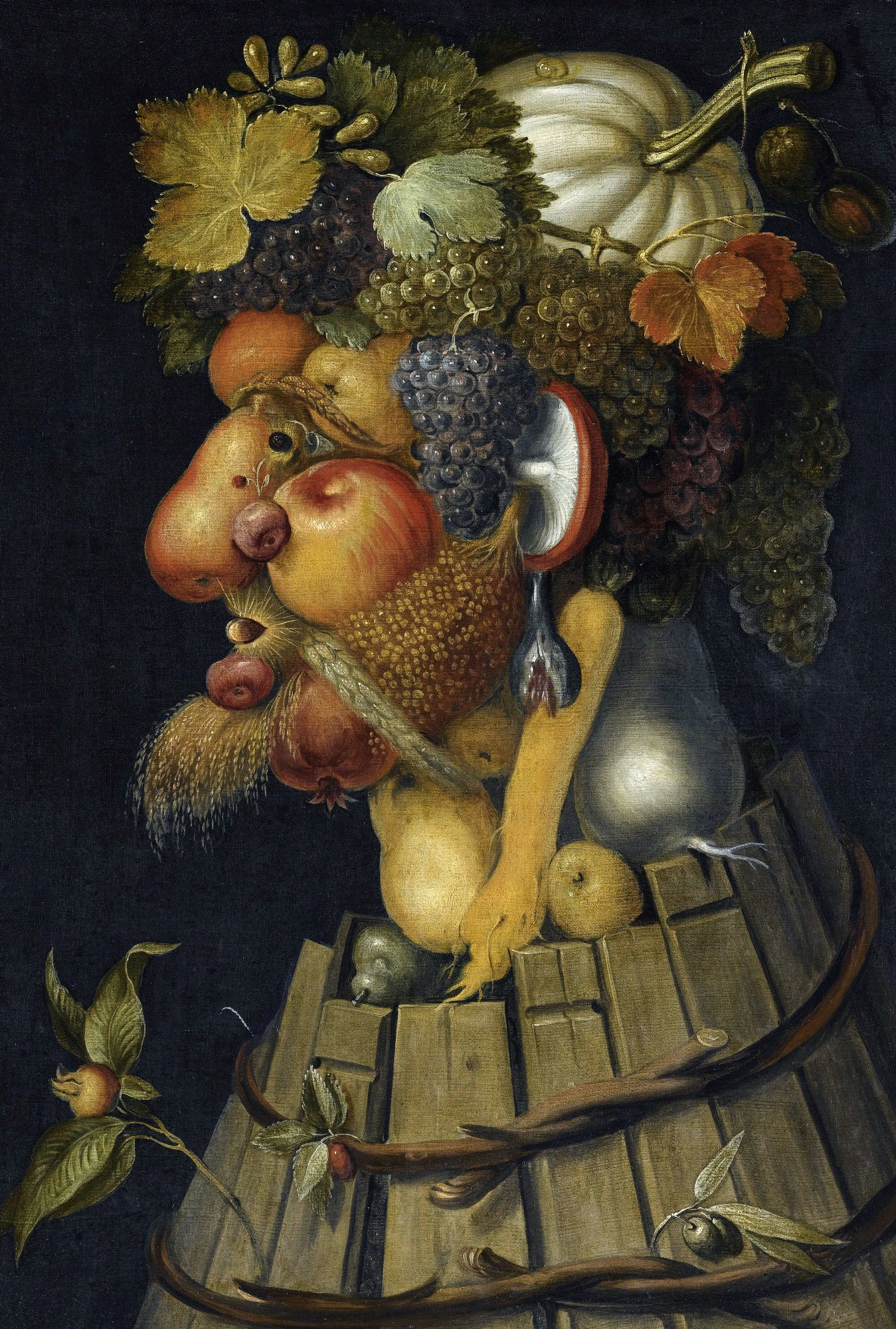
La tardor, 1573, Museu del Louvre

La tardor està representada per un home de trets toscs, poc amable; com La primavera, mira cap a l'esquerra. El coll, format per dues peres i unes verdures, ix d'una bota mig feta malbé, que té els llistons de fusta connectats amb branques de salze.
Té la cara formada per peres i pomes; el mentó és una magrana, l'orella un bolet, amb una arracada en forma de figa. Els llavis i la boca estan formats amb castanyes; el cabell amb rams de raïm, i la part superior és una carabassa.

### Hivern

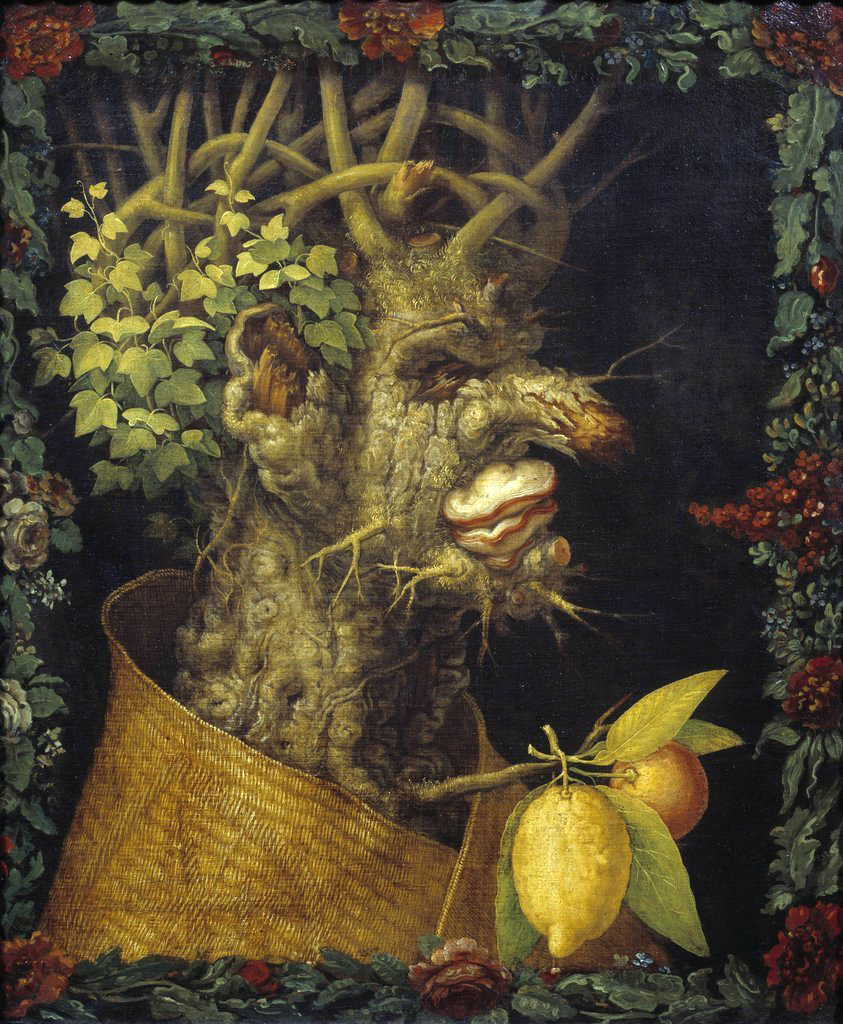
L'hivern, 1573. Museu del Louvre

L'hivern està representat per un vell amb la pell formada per un tronc rugós. La barba, escassa i poc acurada, està composta de petites branques i arrels; la boca està formada per dos bolets. L'ull visible és una esquerda negra del tronc, i l'orella és una branca trencada; els cabells són un embull de branques i fulles petites. La figura nua està animada només pels colors de la llima i la taronja, penjades d'una branca del coll de l'home: l'hivern és l'estació en què la natura no dona fruit, excepte els cítrics mediterranis.
A principis del s. XX, l'obra d'Arcimboldo es considerava una "burla macabra" dels dissenys caricaturescs de Leonardo da Vinci, que tal vegada veié a Arcimboldo a Milà; probablement el pintor no s'inspirà en la composició dels seus caps, i els vincles entre els dos artistes no són clars.